# Grognardo
Grognardo – miejscowość i gmina we Włoszech, w regionie Piemont, w prowincji Alessandria.
Według danych na styczeń 2010 gminę zamieszkiwało 299 osób przy gęstości zaludnienia 32 os./1 km².